# 土本亜理子
土本 亜理子（つちもと ありこ、1957年 - ）は、日本のノンフィクション作家、介護福祉士。

## 来歴
東京都生まれ。父は記録映画作家の土本典昭。学歴不詳。出版社勤務、雑誌記者などを経てフリーに。
医療、福祉に関する取材が多く、それらをテーマに映像制作も手がける。
認知症ケアの本づくりなどがきっかけになって、介護現場への思いを強くし、訪問介護のヘルパーとしても活動。

## 著書
- 『シリーズ「プロの台所」 テレビドラマ』猫柳あけみ絵 現代書館、1991年
- 『30代で子どもを産みたくなったら 体験者だからわかる不安と喜び』青春出版社、1996年
- 『ポジティブ・バース 30代で産むなら』文香社、2001年
- 『純粋失読 書けるのに読めない』綿森淑子監修 三輪書店、2002年
- 『「花の谷」の人びと 海辺の町のホスピスのある診療所から』シービーアール、2004年 『ふつうの生、ふつうの死 緩和ケア病棟「花の谷」の人びと』文春文庫
- 『東京へこの国へリハの風を! 初台リハビリテーション病院からの発信』シービーアール、2005年
- 『やさしさのスイッチが入るとき 中学生とシニアのホームヘルパー物語』三輪書店、2007年
- 『認知症やひとり暮らしを支える在宅ケア「小規模多機能」』岩波書店、2010年

### 共編著
- 『物語としての痴呆ケア』小澤勲共著 三輪書店、2004年
- 『生きるための緩和医療 有床診療所からのメッセージ』伊藤真美共編 医学書院、2008年

## 参考
- ISBN 978-4-00-023036-0